# Liste des épisodes de Haute Tension

Cette page recense la liste des épisodes de la série télévisée  Haute Tension (High Incident), une série télévisée américaine de 32 épisodes de 45 minutes créée par Steven Spielberg, Eric Bogosian et Michael Pavone (en) et diffusée entre le 4 mars 1996 et le 8 mai 1997 sur le réseau ABC et en France à partir du 8 septembre 2003 sur Canal Jimmy.

## Première saison (1996)
| N° | #  | Titre                                                    | Réalisation  | Scénario                                           | Première diffusion |
| -- | -- | -------------------------------------------------------- | ------------ | -------------------------------------------------- | ------------------ |
| 01 | 01 | Pilote Pilot                                             | Charles Haid | Eric Bogosian, Michael Pavone et Dave Alan Johnson | 4 mars 1996        |
| 02 | 02 | Jusqu'à ce que la mort nous sépare Till Death Do Us Part | Charles Haid | Dave Alan Johnson Michael Pavone                   | 11 mars 1996       |
| 03 | 03 | Médecin légiste en repos Coroner's Day Off               | Charles Haid | Eric Bogosian Michael Pavone                       | 18 mars 1996       |
| 04 | 04 | Les Femmes et les enfants d'abord Women & Children First | Randy Zisk   | Eric Bogosian Michael Pavone                       | 1er avril 1996     |
| 05 | 05 | Une vague notion Sometimes a Vague Notion                | Charles Haid | Eric Bogosian Michael Pavone                       | 8 avril 1996       |
| 06 | 06 | Un père sait tout Father Knows Best                      | Charles Haid | Dave Alan Johnson                                  | 15 avril 1996      |
| 07 | 07 | Suivez le chef Follow the Leader                         | Charles Haid | Eric Bogosian Michael Pavone                       | 15 août 1996       |
| 08 | 08 | Paiement cash 52 Car Pick-Up                             | Charles Haid | Eric Bogosian Michael Pavone                       | 29 août 1996       |
| 09 | 09 | Vérité ou Conséquences Truth or Consequences             | Charles Haid | Eric Bogosian Michael Pavone                       | 5 septembre 1996   |
| 10 | 10 | Femme ou Tigresse The Lady or the Tiger                  | Charles Haid | Dave Alan Johnson                                  | 12 septembre 1996  |

### Deuxième saison (1996-1997)
| N° | #  | Titre                                                     | Réalisation           | Scénario                                    | Première diffusion |
| -- | -- | --------------------------------------------------------- | --------------------- | ------------------------------------------- | ------------------ |
| 11 | 01 | Hello/Goodbye                                             | Charles Haid          | Eric Bogosian Michael Pavone                | 17 septembre 1996  |
| 12 | 02 | Personne ne pénètre à El Camino Nobody Walks in El Camino | Charles Haid          | Eric Bogosian Michael Pavone                | 19 septembre 1996  |
| 13 | 03 | Bienvenue en Amérique Welcome to America                  | Charles Haid          | Art Monterastelli                           | 26 septembre 1996  |
| 14 | 04 | Qui arrêtera les bombes ? Who'll Stop the Bombs           | Charles Haid          | Eric Bogosian Michael Pavone                | 3 octobre 1996     |
| 15 | 05 | Le Parrain The Godfather                                  | Charles Haid          | Eric Bogosian Michael Pavone                | 10 octobre 1996    |
| 16 | 06 | Mascarade Masquerade                                      | Ralph Winter (en)     | W.K. Scott Meyer                            | 17 octobre 1996    |
| 17 | 07 | Shake, Rattle & Roll                                      | Charles Haid          | Eric Bogosian Michael Pavone                | 31 octobre 1996    |
| 18 | 08 | Changez de partenaire Change Partners                     | Charles Haid          | Art Monterastelli                           | 3 novembre 1996    |
| 19 | 09 | Tireur d'élite Bullet the Blue Sky                        | D. J. Caruso          | Kevin Arkadie et Kim Newton                 | 21 novembre 1996   |
| 20 | 10 | Paix promise Warrant Peace                                | Michael Katleman (en) | W.K. Scott Meyer et Art Monterastelli       | 5 décembre 1996    |
| 21 | 11 | Ballade de Noël Christmas Blues                           | Michael Katleman      | W.K. Scott Meyer et Art Monterastelli       | 12 décembre 1996   |
| 22 | 12 | Gardien de mon frère My Brother's Keeper                  | Charles Haid          | Eric Bogosian Michael Pavone                | 9 janvier 1997     |
| 23 | 13 | Acompte requis No Money Down                              | D. J. Caruso          | Ann Donahue et Art Monterastelli            | 16 janvier 1997    |
| 24 | 14 | Toc, toc, toc Knock Knock                                 | Whitney Ransick       | Kevin Arkadie, Fred Ellis et Monte Williams | 30 janvier 1997    |
| 25 | 15 | Battu comme plâtre Black & Blue                           | D.J. Caruso           | Ann Donahue et Kim Newton                   | 6 février 1997     |
| 26 | 16 | Connexion Hot Wire                                        | Charles Haid          | Art Monterastelli                           | 13 février 1997    |
| 27 | 17 | Abus de pouvoir Excessive Force                           | Jake Paltrow          | Kevin Arkadie et W.K. Scott Meyer           | 27 février 1997    |
| 28 | 18 | Montrez-moi l'argent Show Me the Money                    | Charles Haid          | Art Monterastelli                           | 13 mars 1997       |
| 29 | 19 | Commande à distance Remote Control                        | D.J. Caruso           | Bonnie Mark (en)                            | 3 avril 1997       |
| 30 | 20 | Beaux Quartiers Camino High                               | Charles Haid          | Eric Bogosian Michael Pavone                | 24 avril 1997      |
| 31 | 21 | On repart à zéro Starting Over                            | Allen Coulter         | Genia Shipman                               | 1er mai 1997       |
| 32 | 22 | Fusillade Shootout                                        | Art Monterastelli     | Ann Donahue                                 | 8 mai 1997         |